# Arroyo Chical
Arroyo Chical är en ort i Mexiko.   Den ligger i kommunen San Miguel Soyaltepec och delstaten Oaxaca, i den sydöstra delen av landet, 300 km öster om huvudstaden Mexico City. Arroyo Chical ligger 72 meter över havet och antalet invånare är 1 230.
Terrängen runt Arroyo Chical är platt åt nordost, men åt sydväst är den kuperad. Runt Arroyo Chical är det ganska tätbefolkat, med 160 invånare per kvadratkilometer. Närmaste större samhälle är Isla Soyaltepec, 15,5 km väster om Arroyo Chical. Omgivningarna runt Arroyo Chical är en mosaik av jordbruksmark och naturlig växtlighet.